# Giuseppe Francesco Borri

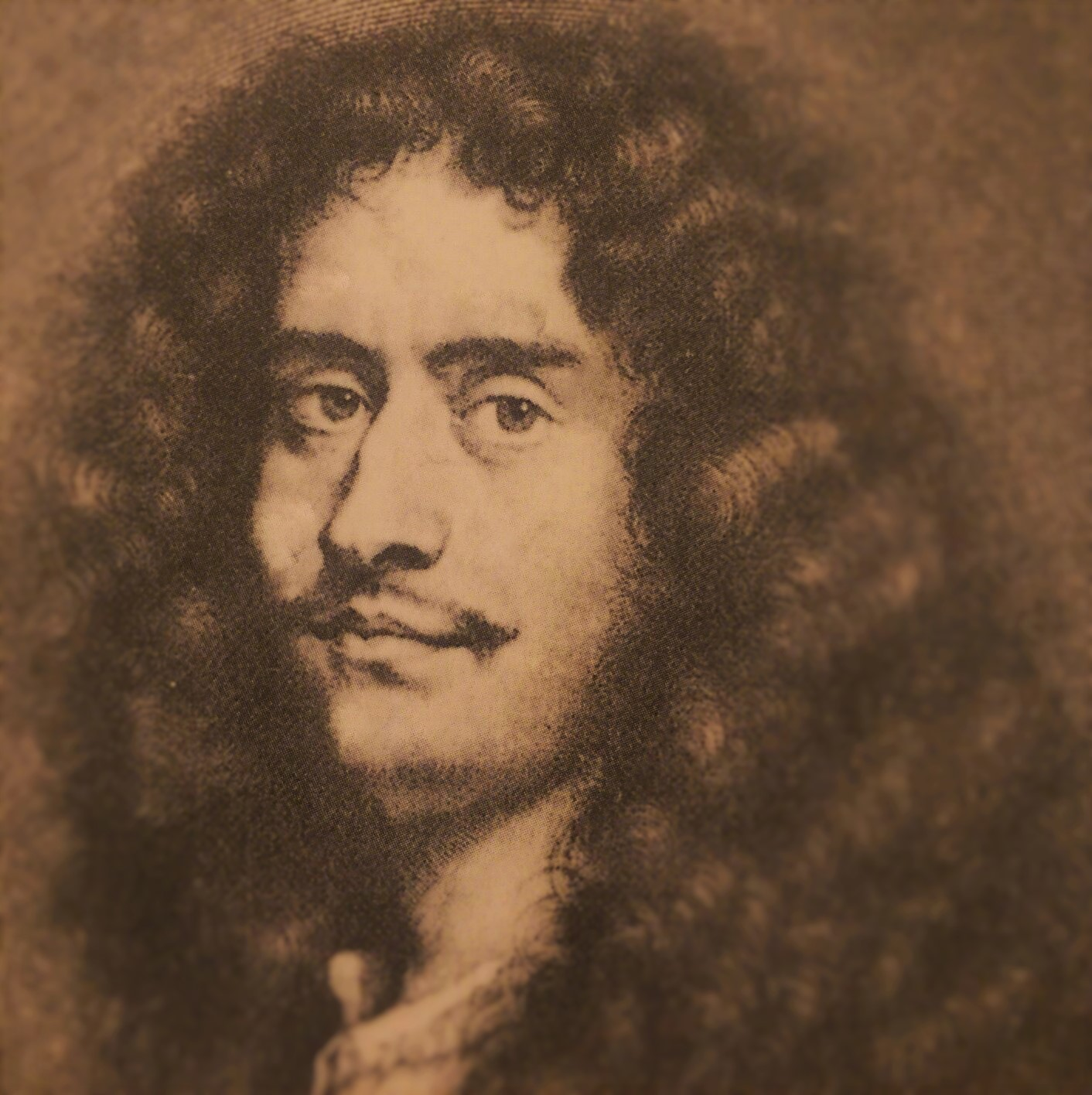
Giuseppe Francesco Borri

Giuseppe Francesco Borri (Milano, 4 maggio 1627 – Roma, 13 agosto 1695) è stato un alchimista, medico e avventuriero italiano.

## Biografia

### Famiglia
Giuseppe Francesco Borri nacque a Milano il 4 maggio 1627 da Branda e da Savina Morosini. La madre morì nel 1630 poco dopo aver dato alla luce il secondogenito, Cesare. La famiglia vantava origini nobili e antichissime: il suo casato discendeva da Afranio Burro, prefetto del pretorio sotto Claudio, morto avvelenato da Nerone. Il cognome "burrus" deriva da "urus", che in latino volgare è il bue selvatico, l'animale rappresentato nello stemma di famiglia. Il padre, Branda, era un medico di fama, dalle grandi capacità diagnostiche; lo zio Cesare era dottore collegiato e professore primario di legge presso l'università di Pavia. Fu probabilmente il padre a destare precocissimamente in lui l'interesse per gli "arcana naturae" e per la scienza dell'alchimia.

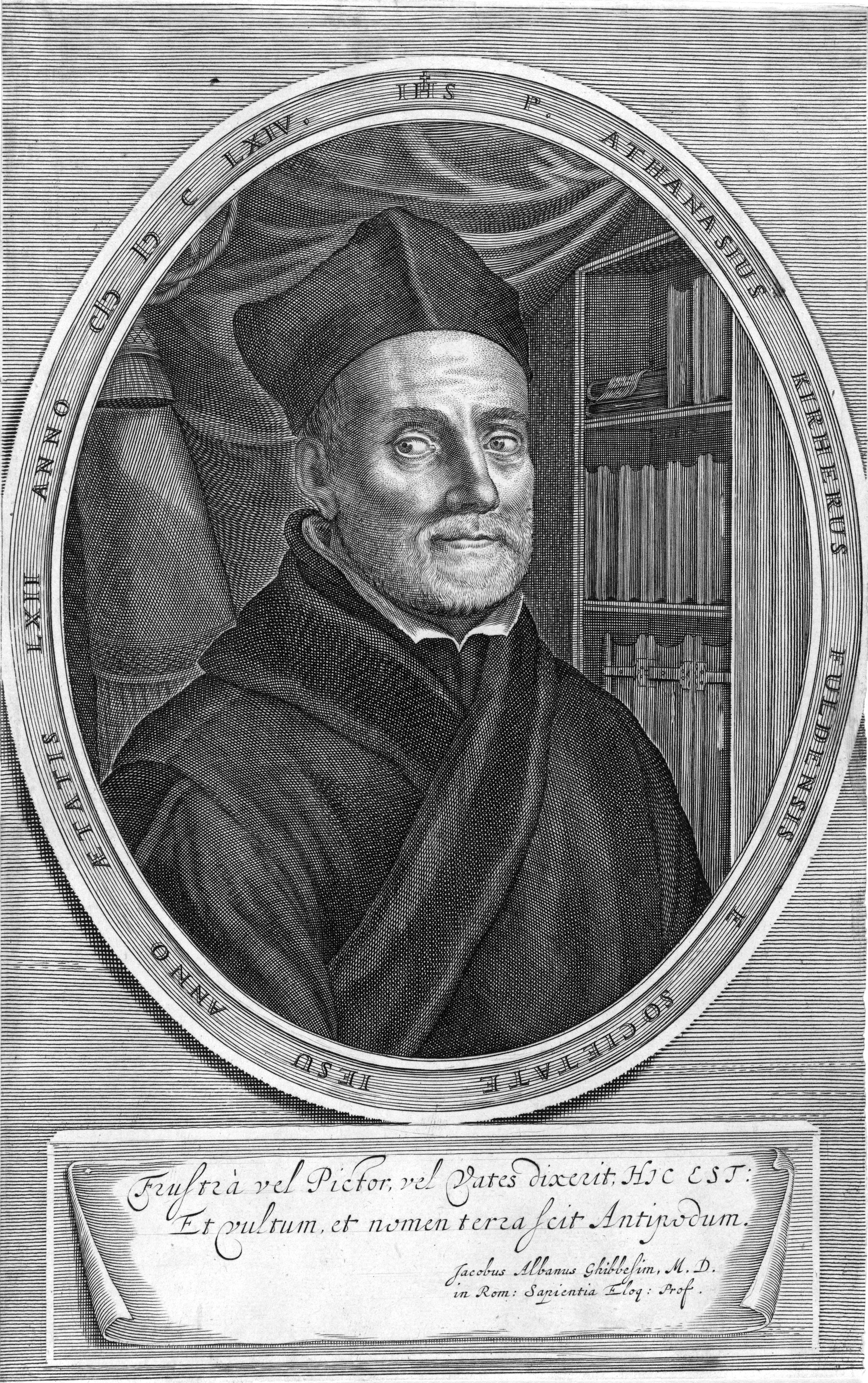
Athanasius Kircher

### Nel Seminario Romano
Per l'educazione dei figli, Branda, che non mancava di mezzi, scelse uno dei maggiori istituti educativi dell'Italia del tempo: il Seminario romano. Qui insegnava l'erudito Athanasius Kircher, il grande cabalista gesuita autore dell'Oedipus Aegyptiacus e del Mundus Subterraneus. Il criterio di ammissione era rigorosamente classista: i giovani dovevano essere "figli di persone nobili, e delle prime case non solo d'Italia, ma di tutta la cristianità". I maestri gesuitici avevano caro Borri e lasciavano che desse libero corso alle sue inquietudini intellettuali. La sua intolleranza verso l'autorità ecclesiale, tuttavia, deteriorò progressivamente il rapporto con gli insegnanti. L'insofferenza verso l'eccessiva rigidezza dei metodi del Seminario spinse Borri ad organizzare e condurre una ribellione collettiva dei seminaristi nel marzo del 1649. Per ristabilire l'ordine fu necessario l'intervento delle forze di polizia. L'iniziativa si concluse con la sostituzione del Rettore e l'espulsione di Borri dall'istituto (1650). Durante la sua permanenza nel seminario, Borri ebbe modo di stringere durature amicizie con Paolo Negri, ministro piemontese, e con il conte Bartolomeo Canali. Entrambi parteciparono alla ribellione dei seminaristi. Dopo l'espulsione Borri continuò gli studi, iniziando la propria attività di medico e di alchimista. In questo periodo ebbe anche i primi contatti con il marchese Massimiliano Palombara.

### Trarationievangeli
Di lì a poco avvenne l'evento decisivo della sua vita: coinvolto in una rissa e costretto a cercare asilo nella basilica di Santa Maria Maggiore, Borri fu visitato da una visione celeste. Egli si credette investito dall'alto di una grande missione: risanare la cristianità corrotta ed estendere a tutta la terra il regno di Dio. Borri iniziò così la sua propaganda politica e messianica, richiamando intorno a sé i primi seguaci. Egli era convinto che la religione fosse fondamento di tutte le discipline scientifiche e teorizzava la nascita di una teocrazia guidata dal Papa, una nuova età dell'oro dove i valori di un Cristianesimo rinnovato avrebbero trionfato. Secondo i registri dell'inquisizione, Borri si considerava il "Prochristus", profeta di una nuova era. Il 7 aprile 1655, con l'elezione a Papa di Alessandro VII Chigi, Borri, per via del suo pensiero politico, si vide costretto ad abbandonare Roma. Si trattenne un anno a Napoli, finché non giunsero i primi segni della peste.

### Condanna per eresia
Nel 1656 si spostò a Milano e, probabilmente affetto da lue, si curò con un farmaco a base di mercurio, che lo mandò in delirio mistico. Trovò una Lombardia in pieno fermento religioso. I tribunali dell'Inquisizione reprimevano in quel tempo le manifestazioni di Quietismo, diffuso soprattutto nelle valli bresciane, bergamasche e nella stessa Milano. Particolarmente profonda su di lui fu l'influenza di Giacomo Casolo. Uomo laico, analfabeta ma dal grande carisma, Casolo fu condannato per eresia dal tribunale dell'Inquisizione e morì a Brescia nel giugno del 1656. Borri divenne presto una figura guida del movimento Quietista, tenendo numerosi discorsi presso l'oratorio di S. Pelagia. La sua predicazione culminò in un comizio pubblico nella piazza della Cattedrale di Milano. Le conseguenze della notorietà non tardarono ad arrivare e Borri venne prontamente incriminato per veneficio (in riferimento alle sue pubbliche e propagandate conoscenze alchemiche). Nel 1658 due suoi seguaci furono arrestati e fecero il suo nome. L'anno successivo venne aperta a Roma un'indagine a carico di Borri, con l'accusa di eresia. Gli fu intimato di comparire in giudizio entro novanta giorni. Egli, tuttavia, non si presentò. Nel 1660, datosi prontamente alla fuga in Svizzera, Borri apprese la notizia della morte del padre. Nel 1661 fu condannato in contumacia dall'Inquisizione romana. I suoi seguaci milanesi abiurarono e, nello stesso anno, una sua effigie venne pubblicamente bruciata in Campo de' Fiori. In Svizzera Borri continuò a curarsi col mercurio e, in virtù dei suoi studi di medicina, si dedicò alla cura della sifilide.

### Uomo di Scienza oCiarlatano?
Nel 1659 Borri si trasferì a Strasburgo, dove godette della protezione del Senato e del favore dell'ambiente protestante della città. Lo precedeva la sua fama, estesa ormai all'intero continente. Intorno a Borri si creò una schiera di ammiratori, che ne magnificava le doti di medico e iatrochimico. L'abilità da lui acquisita nel trattare il mercurio in tutti i suoi composti ne fece il più brillante alchimista dell'epoca. A Strasburgo egli riuscì in una difficile operazione di cataratta, riscuotendo grande successo tra i medici pratici (come Giovanni Kueffer, archiatra di molti principi Tedeschi). Incontrò anche fierissime ostilità nel mondo universitario: il professore Melchior Sebisch jr. lo accusò di essere solamente un ciarlatano. Il peso delle accuse fu tale che di lì a poco gli fu intimato di abbandonare la città. Da Strasburgo Borri si mosse verso la Germania: visitò dapprima Francoforte, poi Dresda e infine Lipsia. Furono tutti soggiorni brevi. Nel dicembre del 1660 giunse nei Paesi Bassi, ad Amsterdam. Vi rimase sei anni e, nel 1664, pubblicò il suo primo testo alchemico: gli Specimina quinque chymiae Hyppocraticae. Durante la sua permanenza principi e mercanti affluirono per chiedergli consiglio. In quegli anni, Borri estese i propri interessi oltre la medicina e l'alchimia, abbracciando la magia e l'ingegneria. Riuscì ad ottenere due guarigioni straordinarie e, forte della propria fama, nel 1661 ottenne la cittadinanza onoraria. La considerazione pubblica crebbe allorché nel 1662 cominciò a sperimentare sopra gli animali la sua tecnica per la rigenerazione degli umori oculari. In preda a grande ansietà a causa della mancata restituzione di un prestito, dopo sei anni Borri abbandonò i Paesi Bassi. In una lettera racconta che nel 1666 incontrò ad Amburgo l'ex regina Cristina di Svezia, incassando un'ingente somma di denaro per un'imprecisata operazione. Poi si spostò a Copenaghen, alla corte di Federico III di Danimarca. Accolto generosamente nei giardini del re, ebbe modo di impiantarvi un sontuoso laboratorio. In poco tempo Borri divenne un fidato consigliere del sovrano, ristabilendo la sua fama. Erano però numerosi i detrattori: il celebre autore della "chirurgia infusoria", Johann Daniel Major, lo definirà, anni più tardi, "bravo solo a mungere le borse dei ricchi". Henrik Skriver, chirurgo personale del re, ripeté l'esperimento di Borri sulla rigenerazione degli umori oculari, ottenendo gli stessi risultati e dimostrando l'inutilità del liquido impiegato da Borri tempo addietro. La popolarità del medico Milanese ne risultò intaccata. Borri non si sentiva più sicuro presso la corte di Copenaghen. La malattia e la morte del re, nel febbraio 1670, lo indussero ad abbandonare la città. Si era, tra l'altro, inimicato Simon Paulli e gli altri medici di corte, sconsigliando il salasso dell'ultrasessantenne sovrano. Cristiano V, nuovo re di Danimarca, si servì occasionalmente dei suoi servigi (nel 1692 ricorrerà a Borri per la cura di uno dei suoi figli, colpito da un misterioso malore).

### La cattura
Borri scelse la Turchia come meta successiva, ma il suo viaggio si interruppe in Ungheria nell'aprile 1670. Fu fermato da una pattuglia che indagava su una congiura ai danni dell'imperatore d'Austria Leopoldo I. Il 4 maggio Borri fu condotto a Vienna. Nonostante l'opposizione di tanti ministri, interessati alle competenze alchemiche e mediche di Borri, il medico fu consegnato al nunzio Papale il 20 giugno e, scortato da una squadra di trenta soldati, giunse a Roma il 20 luglio del 1670.

### Roma e la morte

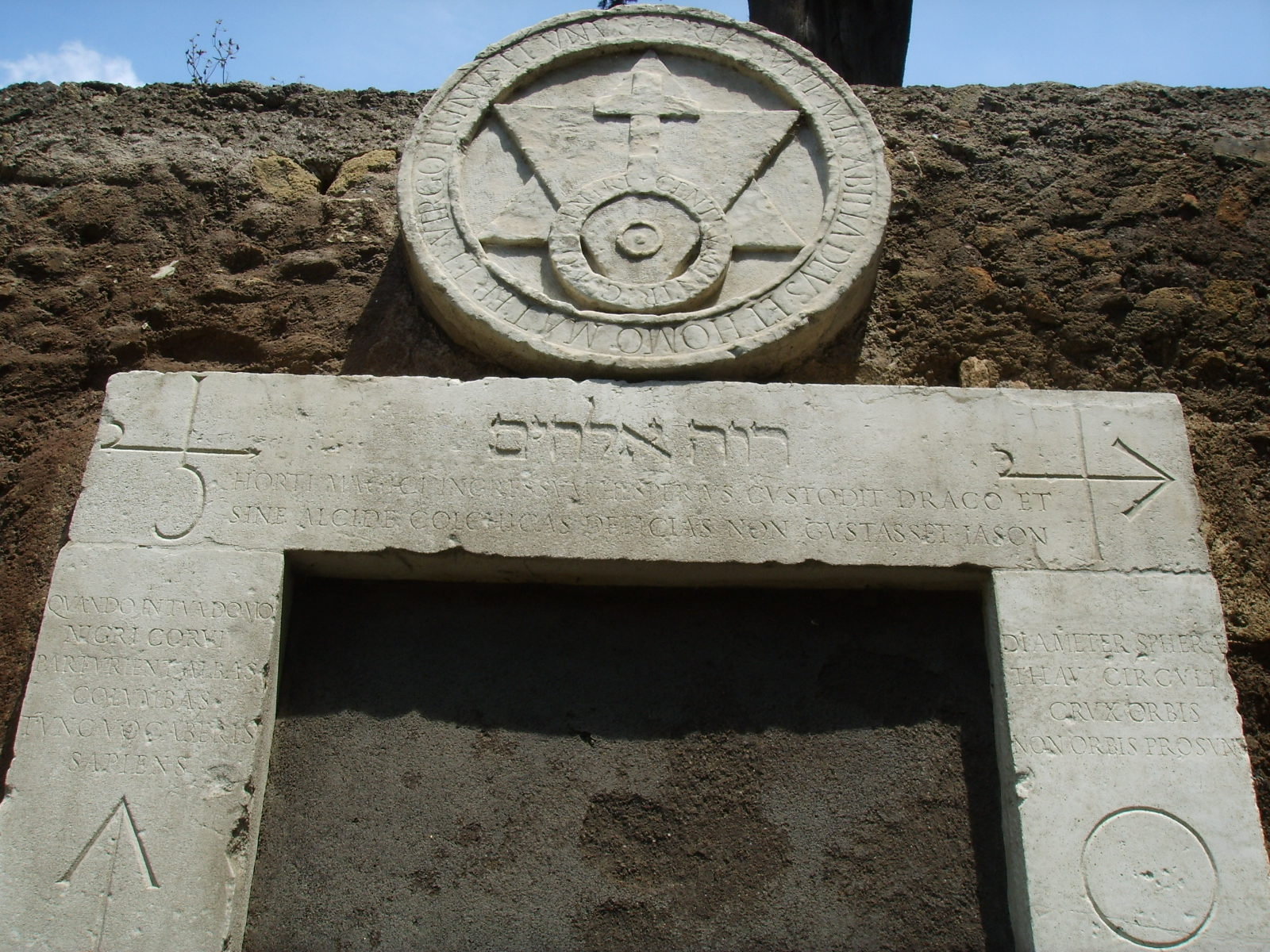
Porta Alchemica

Nella Città eterna, contrariamente a quanto lo stesso Borri si aspettava, non fu immediatamente giustiziato dalle autorità ecclesiastiche. In molti si adoperarono per aiutarlo e, dopo un nuovo processo, la sua pena fu attenuata: non venne arso al rogo ma condannato al carcere a vita. Nel 1675 il duca Francesco d'Estrées si ammalò. Clemente X concesse a Borri di uscire dalla prigione di Castel Sant'Angelo per curare il diplomatico francese nella sua residenza di Palazzo Farnese. La popolazione accorse per vedere il medico all'opera e l'evento ebbe grande risonanza nella Roma del periodo. Anche numerosi cardinali vollero ricorrere alle cure di Borri e il nuovo Pontefice, Innocenzo XI, si dimostrò accondiscendente. Grazie alla ritrovata fama, Borri ebbe perfino la possibilità di proseguire le sue ricerche alchimistiche. Fu anche accolto nelle corti patrizie romane come alchimista sotto il falso nome di Giustiniano Bono. Nel 1680 aiutò il marchese Palombara a edificare la famosa Porta Alchemica, i cui resti oggi si trovano in piazza Vittorio Emanuele II, sull'Esquilino. Tutte le libertà di cui Borri godeva gli furono però revocate nel 1694, per volere di Papa Innocenzo XII. Nel 1695 si ammalò di febbre malarica. Riconobbe il proprio male e chiese il rimedio adatto: la corteccia di china, il cui uso si andava allora diffondendo in Europa. Il farmaco richiesto non fu tuttavia reperito in tempo. Il 13 agosto, all'età di 68 anni, Francesco Giuseppe Borri morì nella sua cella. A nome di Borri, e mentre era ancora in vita, circolarono numerosi libri e manoscritti di argomento diverso, alcuni dei quali sicuramente non suoi, altri di attribuzione più incerta ma tutti accomunati dal deliberato utilizzo del suo nome a scopi polemici o editoriali.

## Borri e la medicina nel XVII secolo

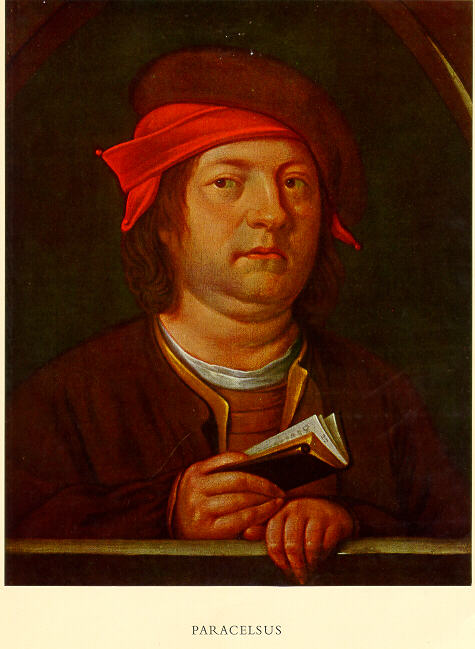
Philippus Aureolus Theophrastus Bombastus von Hohenheim, detto "Paracelso"

Al tempo di Borri la medicina mancava ancora del rigore metodologico e della capacità terapeutica che, in futuro, ne avrebbero fatto una scienza. Essa attingeva spesso al sapere frutto di altre discipline. I due modelli preferiti della medicina del periodo erano la Chimica e la Fisica. Borri si ispirò prevalentemente alla scuola Iatrochimica, il cui esponente più noto fu certamente Paracelso, medico e alchimista svizzero. Alcuni degli obiettivi dell'avventuriero italiano erano infatti la scoperta della pietra filosofale e la sintesi di un'“acqua perfettissima”, con proprietà simili all'elisir di lunga vita. In accordo con la teoria Iatrochimica, secondo la quale il corpo umano è come una fornace alchemica nella quale giocano un ruolo fondamentale i “tria prima” (zolfo, mercurio e sale), Borri condusse spesso esperimenti sulle proprietà terapeutiche degli elementi minerali. Impiegò ad esempio la terapia della “maturazione con impiastri emollienti”, come l'empiastro di Paracelso o l'empiastro magnetico a base di “arsenico cristallino, solfo vivo, antimonio crudo”, per la cura della peste. Alcuni degli esperimenti medici di Borri risentono ancora degli influssi della teoria umorale, di origine Ippocratica. Ne è esempio l'esperimento sulla rigenerazione degli umori oculari.

### La rigenerazione degli umori oculari
Durante la sua permanenza ad Amsterdam, Borri ebbe modo di sperimentare la sua tecnica per la rigenerazione degli umori oculari. Il procedimento era il seguente: affondato il bisturi nell'occhio dell'animale da esperimento, Borri svuotava il bulbo oculare dei suoi tre umori (vitreo, acqueo e cristallino); poi, mediante siringa, iniettava la sua acqua medica, la cui natura teneva segreta, che era in grado di “concrescere in triplice sostanza” riproducendo i tre umori e ripristinando così la salute dell'occhio. Dopo nove giorni, infatti, la visione risultava totalmente recuperata. Per molti sostenitori si poteva sperare d'intervenire prossimamente anche sull'uomo. L'acqua medica di Borri si rivelò però superflua nel processo di rigenerazione degli umori oculari, come dimostrò il regio chirurgo Henrik Skriver anni dopo a Copenaghen.

## La leggenda della Porta Alchemica
Nel 1802 l'erudito Francesco Girolamo Cancellieri raccontò la leggenda della Porta Alchemica. I protagonisti della vicenda sono il Marchese Palombara ed un misterioso pellegrino. Una mattina, nel giardino del nobile Palombara penetrò uno sconosciuto intento a raccogliere erbe. Ne cercava una in particolare, capace, secondo la leggenda, di produrre l'oro. L'uomo, condotto innanzi al Marchese dalla servitù della villa, dichiarò d'essere un alchimista e di poter dimostrare la realizzabilità della trasmutazione dei metalli in oro. Il Marchese Palombara, sedotto dalle parole del pellegrino, gli garantì l'accesso al proprio laboratorio alchemico. L'uomo, dopo aver dimostrato una maestria tale da lasciare attonito il Marchese, chiese ospitalità per la notte in una camera nei pressi del laboratorio, così da poter controllare lo svolgimento del complesso processo alchemico. Promise inoltre che, ad opera ultimata, avrebbe risposto alle domande del Marchese, che per il momento però avrebbe dovuto garantirgli solitudine e quiete. Il mattino seguente il Marchese Palombara, impaziente di apprendere di più circa l'esito dell'esperimento, bussò dapprima alla porta chiusa del laboratorio e successivamente alla porta della stanza affidata all'ospite, senza ottenere alcuna risposta. Il pellegrino era sgattaiolato via da una finestra, lasciando nel laboratorio un crogiolo rovesciato con in terra una striscia d'oro puro ed un fascicolo di carte con appunti e simboli ermetici sull'esperimento. Sono proprio questi i simboli che il Marchese fece scolpire in alcuni punti della sua villa e, soprattutto, sulla famosissima Porta Alchemica. La tradizione vuole che il misterioso alchimista fosse Borri e che ai suoi appunti siano ispirate le complesse simbologie della Porta Alchemica.

## Scritti principali
- La Virtù coronata. Roma 1643
- Gentis Burrhorum notitia. Argentorati 1660
- Iudicium....de lapide in stomacho cervi reperto. Hanoviae 1662
- Specimina quinque chymiae Hyppocraticae. Amsterdam 1664
- Epistolae duae Ad Th. Bartholinum. 1 De cerebri ortu & usu medico. 2 De artificio oculorum. Hafniae 1669
- La chiave del Gabinetto del Cavagliere G. F. Borri. Colonia 1681
- Istruzioni politiche date al re di Danimarca. Colonia 1681
- Hyppocrates Chymicus seu Chymiae Hyppocraticae Specimina quinque a F. I. B. recognita et Olao Borrichio dedicata. Acc. Brevis Quaestio de circulatione sanguinis. Colonia 1690
- De virtutibus Balsami Catholici secundum artem chymicam a propriis manibus F. I. B. elaborati. Roma 1694
- De vini degeneratione in acetum et an sit calidum vel frigidum decisio experimentalis in Galleria di Minerva, II. Venezia 1697
- Raccolta sonetti.